# Verbeekia
Verbeekia es un género de foraminífero bentónico considerado homónimo posterior de Verbeekia Fritsch, 1877, y sustituido por Pseudonummulites de la familia Nummulitidae, de la superfamilia Nummulitoidea, del suborden Rotaliina y del orden Rotaliida. Su especie tipo era Amphistegina cumingii. Su rango cronoestratigráfico abarcaba el Cretácico.

## Clasificación
Verbeekia incluye a la siguiente especie:
- Verbeekia cumingii †